# Chiarissimo Fancelli
Chiarissimo Antonio Fancelli (Settignano, avant 1588 - Florence, 23 mai 1632) était un sculpteur italien et architecte de la fin des périodes maniériste et baroque, actif principalement en Toscane.
Domenico, Giovanni Battista Pieratti et Giovanni Francesco Gonnelli ont été ses élèves.
On ne connaît pas ses liens avec les autres Fancelli, Cosimo et Luca.
Lorsque Cosme IIe de Medicis construisit la Loggia del Grano à Florence, Chiarissimo Fancelli a fourni un buste de Cosme et une fontaine à l'angle du bâtiment, la Fontana del Mascherone.
Le Jardin de Boboli comporte diverses œuvres de Chiarissimo Fancelli.

## Œuvres

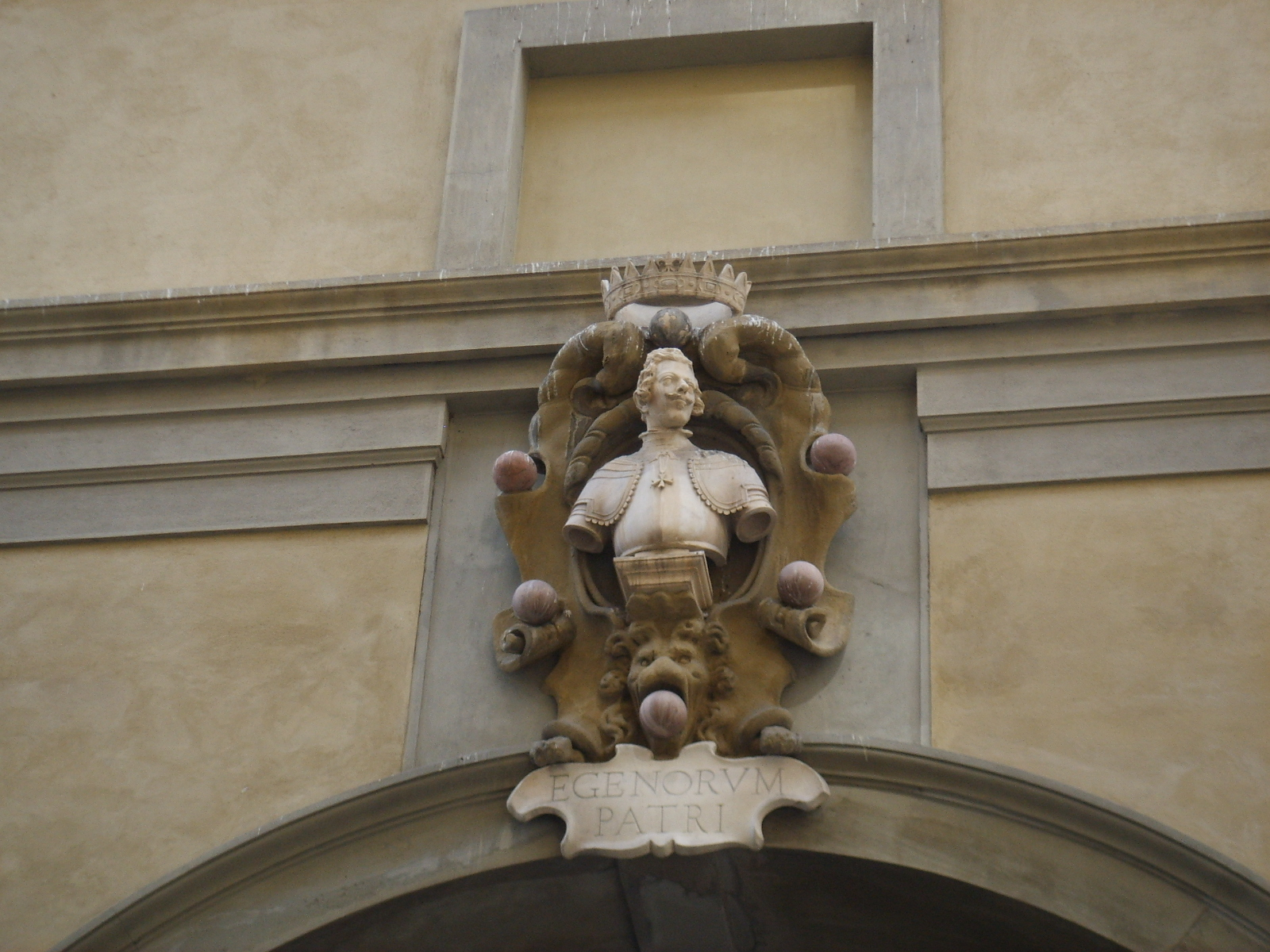
Buste de Cosme IIe de Medicis, Loggia del Grano
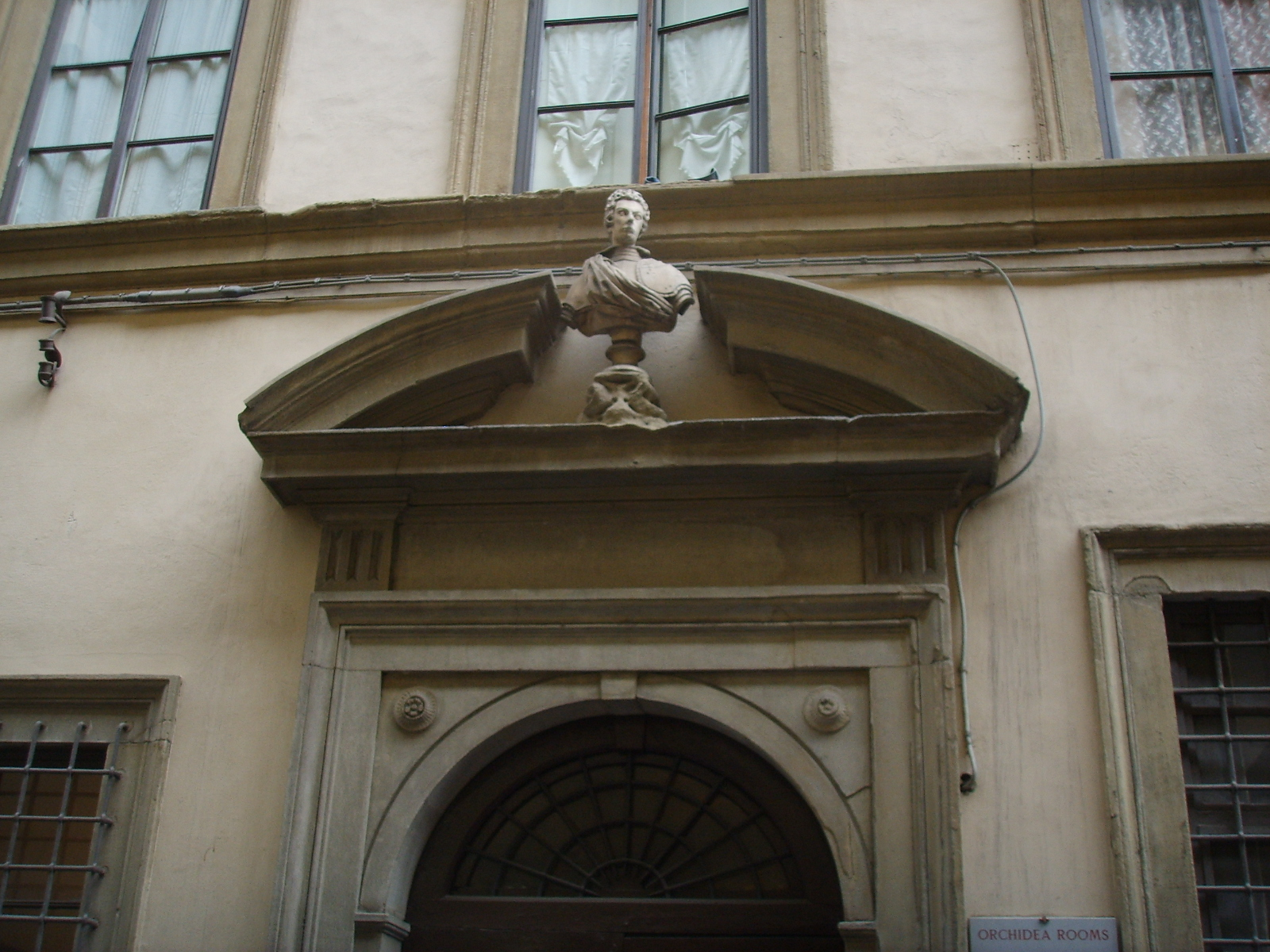
Buste de Cosme IIe de Medicis, Palazzo Donati
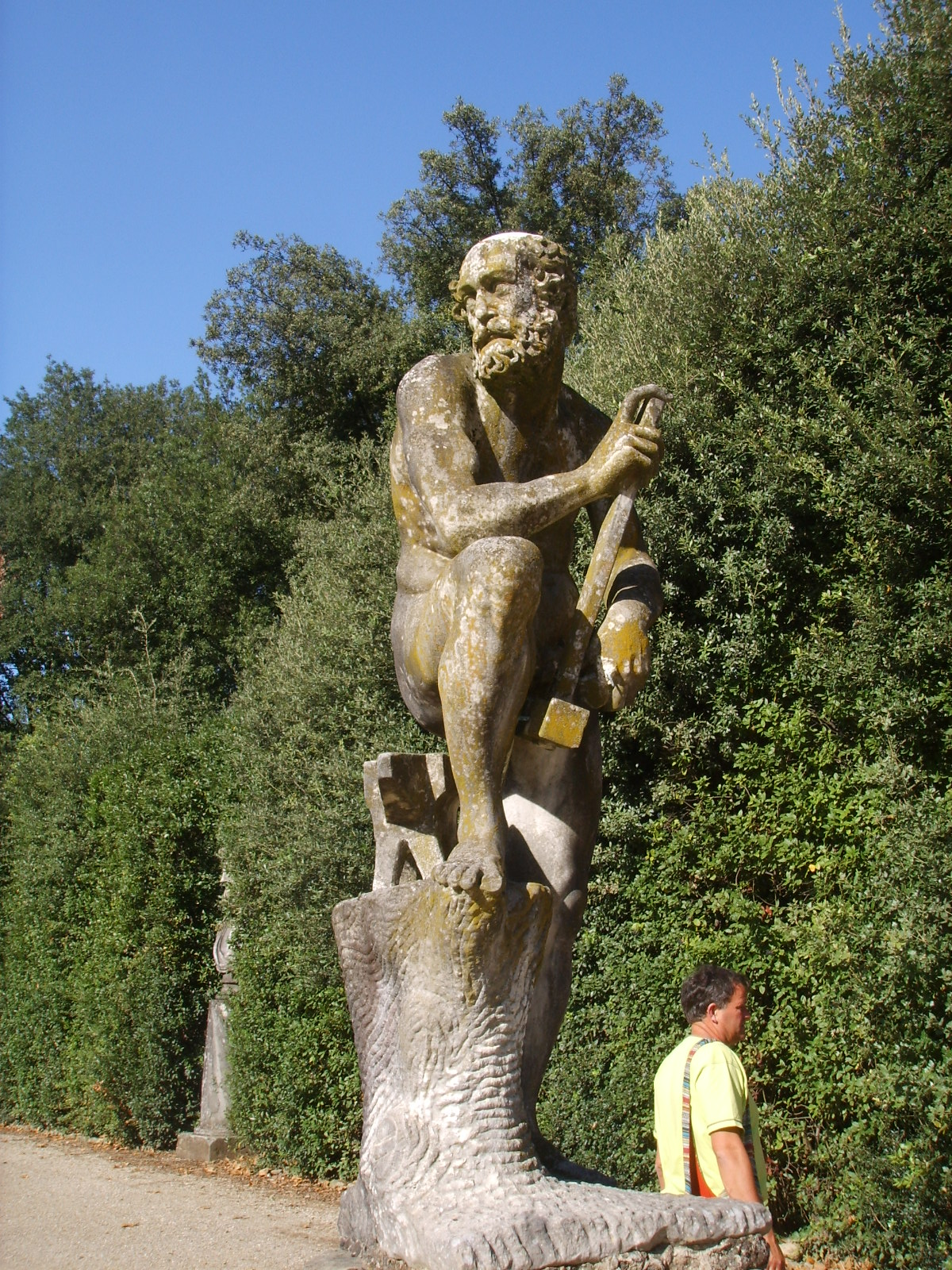
Statue de Vulcain, Jardin de Boboli